# Wallern im Burgenland
Wallern im Burgenland là một đô thị ở đông bắc bang Burgenland ở nước Áo. Đô thị này có diện tích 33,9 km², dân số thời điểm ngày 31 tháng 12 năm 2005 là 1901 người.